# Surovțivka, Kreminna
Surovțivka (în ucraineană Суровцівка) este un sat în comuna Novokrasneanka din raionul Kreminna, regiunea Luhansk, Ucraina.

## Demografie
Componența lingvistică a localității Surovțivka
     Rusă (100%)
Conform recensământului din 2001, toată populația localității Surovțivka era vorbitoare de rusă (100%).